# Sisyropa prominens
Sisyropa prominens är en tvåvingeart som först beskrevs av Walker 1859.  Sisyropa prominens ingår i släktet Sisyropa och familjen parasitflugor. Inga underarter finns listade i Catalogue of Life.